# Nini
Nini er en dansk dokumentarfilm fra 2014 instrueret af Christian Haahr Jensen.

## Handling
Nini Theilade er en verdenskendt balletdanser og koreograf. Hun har undervist og danset i hele verden. I en alder af 97 år underviser hun stadig. Dette er filmen om hendes sidste koreografi, anitras dans, og den evige passionerede sjæl, Nini Theilade.

## Medvirkende
- Nini Theilade